# La Libertad (Buenos Aires)
La Libertad fue un diario de la ciudad de Buenos Aires, Argentina, fundado en 1873 por Manuel Bilbao, Edelmiro Mayer y Juan José Lanusse.

## Desarrollo
Bilbao había sido director en 1868 de La República, que revolucionó la venta de periódicos al recurrir a "canillitas", niños que vociferaban el nombre y las noticias. En 1873, La República cambió de línea editorial y Bilbao fundó La Libertad para oponerse, desde una postura mitrista, a Adolfo Alsina, quien al año siguiente resultaría electo Vicepresidente de la Nación, acompañando a Domingo F. Sarmiento. 
Su línea editorial se mantuvo siempre cercana al mitrismo. 
En 1882, Bilbao se retiró vendiendo su parte a Adolfo Saldías y desde entonces adoptó una postura antiroquista. El diario cerró en 1884.